# Бенкарт, Лаура
Лаура Бенкарт (нем. Laura Benkarth, род. 14 октября 1992, Фрайбург-им-Брайсгау) — немецкая футболистка, выступающая на позиции вратаря, игрок французского женского футбольного клуба «Олимпик Лион» и национальной сборной Германии. Чемпионка летних Олимпийских игр 2016 года, чемпионата Европы 2013 года. Победитель молодёжного чемпионата мира 2010 года.

## Биография

### Клубная карьера
Заниматься футболом Лаура Бенкарт начала в клубах «Бинден», а затем «Вольфенвайлер-Шальштадт». В 2008 году она перешла в молодёжную команду клуба женской Бундеслиги «Фрайбург». В первом сезоне приняла участие в трёх матчах, отстояв в одном из них на ноль. 20 сентября 2009 года состоялся дебют Бенкарт во взрослой команде. С 2014 года являлась капитаном команды. Летом 2018 года Бенкарт перешла в состав серебряного призёра прошедшего чемпионата «Баварию», в составе которой стала серебряным призёром чемпионата 2018/19.

### Карьера в сборной
С 2009 года Лаура Бенкарт стала привлекаться в состав юниорских сборных Германии. В 2009 году Бенкарт стала чемпионкой мира среди юниоров, а в 2010 году выиграла чемпионат мира в возрастной категории до 20 лет, являясь третьим голкипером. На молодёжном чемпионате мира 2012 года Бенкарт была уже основным вратарём. Немецкая футболистка сыграла во всех 6 матчах и помогла сборной выиграть серебряные награды. По итогам турнира Бенкарт была признана лучшим вратарём чемпионата. В 2013 году Лаура вошла в состав взрослой сборной для участия в чемпионате Европы, по итогам которого немецкие футболистки завоевали золотые медали. В 2015 году Лаура дебютировала в составе сборной Германии в поединке со сборной Англии, который завершился со счётом 0:0. В 2016 году Бенкарт была включена в заявку для участия в летних Олимпийских играх в Рио-де-Жанейро и вместе со сборной Германии стала победительницей олимпийского турнира. На Играх Бенкарт не сыграла ни одного матча.